# Lucile Grahnová
Lucile Grahnová (30. června 1819 Kodaň – 4. dubna 1907 Mnichov) byla první světově proslulá dánská balerína a jedna z nejpopulárnějších tanečnic romantické baletní éry.
Grahnová studovala od mladých let na Královské dánské divadelní škole v Kodani v Dánsku pod vedením Augusta Bournonvillea. Oficiálně debutovala v roce 1834 a v roce 1835 přijala hlavní roli Astrid v Bournonvilleově hře Valdemar. Brzy začal být vztah mezi Grahnovou a Bournonvillem nevlídný, když zatoužila tančit s proslulým souborem Ballet de l'Opéra national de Paris. Nakonec získala královské povolení odjet; po svém odjezdu v roce 1836 se do Dánska již nikdy nevrátila.
V roce 1839 Grahnová překročila podmínky svého formálního odchodu a byla propuštěna z rolí královského dánského baletu. Vystupovala se souborem Ballet de l'Opéra national de Paris. V letech 1839 až 1845 tančila v mnoha světových městech, včetně Londýna, Petrohradu a Milána. V roce 1845 bylo její místo mezi sólistkami přijato, když byla pozvána k Perrotovu tanci Pas de Quatre, vedle již známých tanečnic Fanny Cerritové, Carlotty Grisiové a Marie Taglioniové.
Po roce 1846 cestovala Grahnová hodně do Evropy, kde nejen tančila, ale produkovala několik baletů včetně obrození Perrotovy Catariny a dokonce vlastní hry Bacchus et Ariadne. Grahnová se v roce 1848 přestěhovala do německého Hamburku a tak se do Německa zamilovala, že se zabydlela v Mnichově.
Grahnová v roce 1856 odešla od tance a provdala se za Fridricha Younga. V letech 1858 až 1861 se stala učitelkou v Lipsku a v letech 1869 až 1875 u Dvorní opery v Mnichově. Zemřela v roce 1907 a městu zanechala velkolepý majetek.